# Galium neglectum
Galium neglectum là một loài thực vật có hoa trong họ Thiến thảo. Loài này được Le Gall ex Gren. & Godr. mô tả khoa học đầu tiên năm 1850.